# 瀨尾公治
瀨尾公治（1974年7月26日—），日本男性漫畫家，出身於廣島縣原市。

## 作品

### 已完結
- 絕妙拍檔，全3冊、原名《 》（Magazine SPECIAL，2000年No.6－2001年No.7）
- 穿越球場，全7冊、原名《CROSS OVER》（週刊少年Magazine，2002年25号－2003年40号）
- 涼風，全18冊（週刊少年Magazine，2004年12号－2007年42号）
- Loveplus Rinko Days，原名，全2冊（別冊少年Magazine，2010年5月号－2012年1月号）
- 小鎮有你，原名，另有譯名為《有你的小鎮》，全27冊（週刊少年Magazine・2008年26号－2014年11号）
- Half&half，全2冊（別冊少年Magazine，2012年10月号－2015年6月号）
- 魔界公主（日语：Princess Lucia），原名《Princess Lucia》，另有譯名為《恶魔公主露茜娅》，全5冊（月刊Comic Blade，2009年3月号－2015年11月号）
- 風夏，全20冊（週刊少年Magazine，2014年11號－2018年18號）
- HITMAN 熱血編輯，全13冊、原名《 》（週刊少年Magazine，2018年29号－2021年12號）

### 連載中
- 女神咖啡廳，原名《女神のカフェテラス》（週刊少年Magazine，2021年12號-連載中）

### 短篇
- HALF & HALF（Magazine FRESH，1996年1月25日）
- （Magazine FRESH，1997年9月2日）
- （週刊少年Magazine，1998年17号）
- Little Bit… （Magazine SPECIAL，1999年No.8）
- 涼風 （週刊少年Magazine・2003年51号）
- 梓颯（少年週刊Wonder・2005年增刊Vol.2）
- （週刊少年Magazine，2007年2・3合併号、4・5合併号）
- HALF & HALF（重製版）（Magazine SPECIAL，2007年No.6）
- （マガジンドラゴン増刊，2007年）

### 其他
- 絕望先生（動畫第一期第3話片尾插畫）

## 師傅
- 大島司

## 助手
- 月山可也
- 中丸洋介
- 飯沼ゆうき
- 爲永ゆう
- 落合ヒロカズ

## 外部連結
- 瀨尾公治的X（前Twitter）
- 瀬尾ダンデイ事務所 （日語）